# Волшебник (повесть)
«Волшебник» — повесть Владимира Набокова на русском языке, написанная в 1939 году в Париже. Не публиковалась при жизни автора. На английском языке повесть была опубликована в 1986 году в переводе Дмитрия Набокова. Русский оригинал увидел свет в 1991 году в журнале «Звезда».
Сюжет «Волшебника» получил развитие в более позднем романе «Лолита».

## Сюжет
Главный герой, мужчина средних лет (его имя не называется), находит маленьких девочек сексуально привлекательными. Он женится на одной вдове, тяжело больной женщине, ради её двенадцатилетней дочки. Сразу после свадьбы девочку отправляют в гимназию. Через некоторое время её мать умирает.
Герой забирает девочку из гимназии, они отправляются в гостиницу. Он воображает долгие годы жизни и наслаждений. Однако ночью он не может сдержаться и пытается изнасиловать девочку, пока она спит. Она просыпается и начинает кричать, привлекая внимание постояльцев. Герой приходит в ужас и, выбежав на улицу, попадает под автомобиль.